# Hundorp Station
Hundorp Station (Hundorp stasjon) er en tidligere jernbanestation på Dovrebanen, der ligger ved byområdet Hundorp i Sør-Fron kommune i Norge. Stationen ligger i nærheden af Dale-Gudbrands gard, hvis historie går tilbage til 1000-tallet.
Stationen åbnede som holdeplads 2. november 1896, da banen blev forlænget fra Tretten til Otta. Den blev fjernstyret 5. november 1967 og gjort ubemandet 29. maj 1983. Betjeningen med persontog ophørte 7. januar 2001, og i dag fungerer den tidligere station som fjernstyret krydsningsspor.
Stationsbygningen, der er i to etager i gulmalet træ, blev opført til åbningen i 1896 efter tegninger af Paul Due. Den er senere blevet ombygget kraftigt med en forenklet facade og suppleret med en enetages tilbygning. Til gengæld er pakhuset, der var et af Dues typiske, revet ned.